# Волошки (зупинний пункт)
Воло́шки — пасажирська зупинна залізнична платформа Рівненської дирекції Львівської залізниці.
Розташована в селі Олександрія Рівненського району Рівненської області на лінії Рівне — Сарни між станціями Любомирськ (3,5 км) та Решуцьк (6,5 км).
Станом на вересень 2017 р. на платформі зупиняються приміські поїзди.